# Schillingstraße (Berlin)
Die Schillingstraße ist eine Straße im Berliner Ortsteil Mitte des gleichnamigen Bezirks. Sie verläuft von der Karl-Marx-Allee bis zur Alexanderstraße. Ein markantes Gebäude an der Ecke zur Karl-Marx-Allee ist das Café Moskau.

## Geschichte
Benannt wurde die Straße nach dem Berliner Kaufmann Philipp Andreas Schilling (um 1650–1714), dessen Familie in der Umgebung Grundbesitz hatte. Bis 1858 hieß sie Schillingsgasse und wurde dann zur Straße erhoben, „weil die Gasse verbreitert und danach verschönert worden.“ In der Schillingsgasse 8 befand sich eine 1856 erbaute Wasch- und Badeanstalt mit Schwimmbecken und Wannenbädern, die „durch die Wasserleitungs-Anstalt mit Spreewasser versorgt wurden“.
Der U-Bahnhof Schillingstraße an der heutigen Linie U 5 wurde am 21. Dezember 1930 eröffnet. Seit der Neubebauung der Karl-Marx-Allee Anfang der 1960er Jahre ist der südöstliche U-Bahn-Zugang in ein Eckgebäude an der Schillingstraße einbezogen.
1962 wurde in der Straße ein Ambulatorium eröffnet, 1966 wurde das 17-geschossige Punkthochhaus mit 240 Einzimmerwohnungen an der Einmündung der Singerstraße durch den Architekten Josef Kaiser realisiert. Im gleichen Jahr entstanden eine Konsum-Kaufhalle und die Klubgaststätte „Pünktchen“. Mit der Neubebauung wurden Fußgängerpromenaden und Hochbeete angelegt.
Bis Anfang der 1960er Jahre endete die Schillingstraße an der Blumenstraße. Diese wurde aufgelassen und ihr letzter Abschnitt bis zur Alexanderstraße in die Schillingstraße einbezogen. Ein Fußweg verbindet die südliche Schillingstraße mit dem S-Bahnhof Jannowitzbrücke an der Stadtbahn.

## Fotos

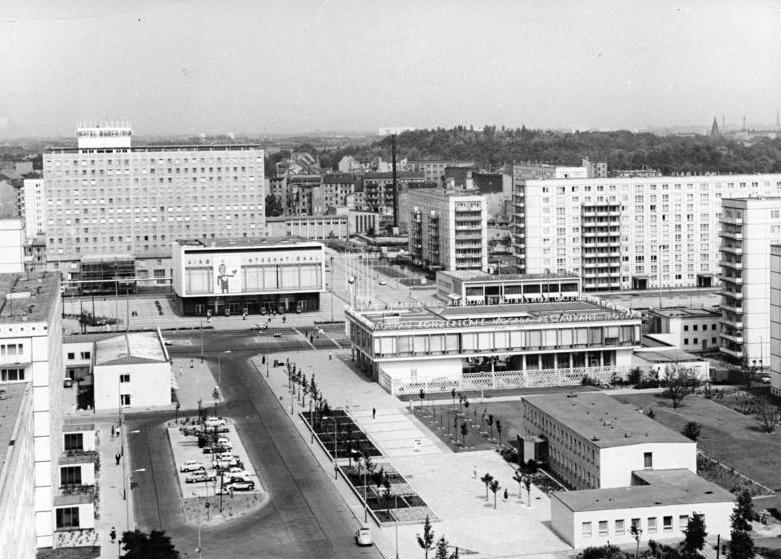
Blick nach Norden in Richtung Karl-Marx-Allee (1965)
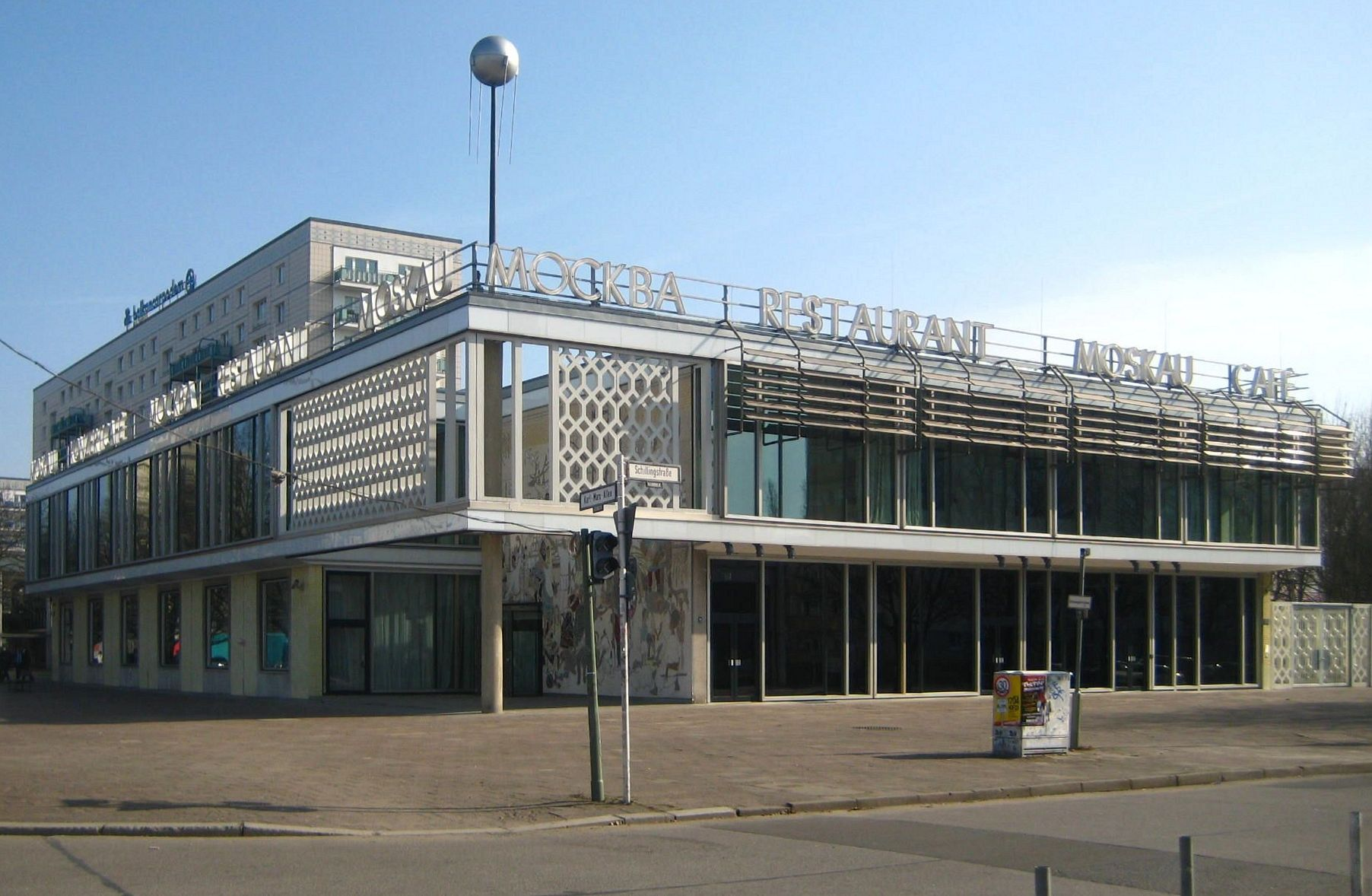
Café Moskau
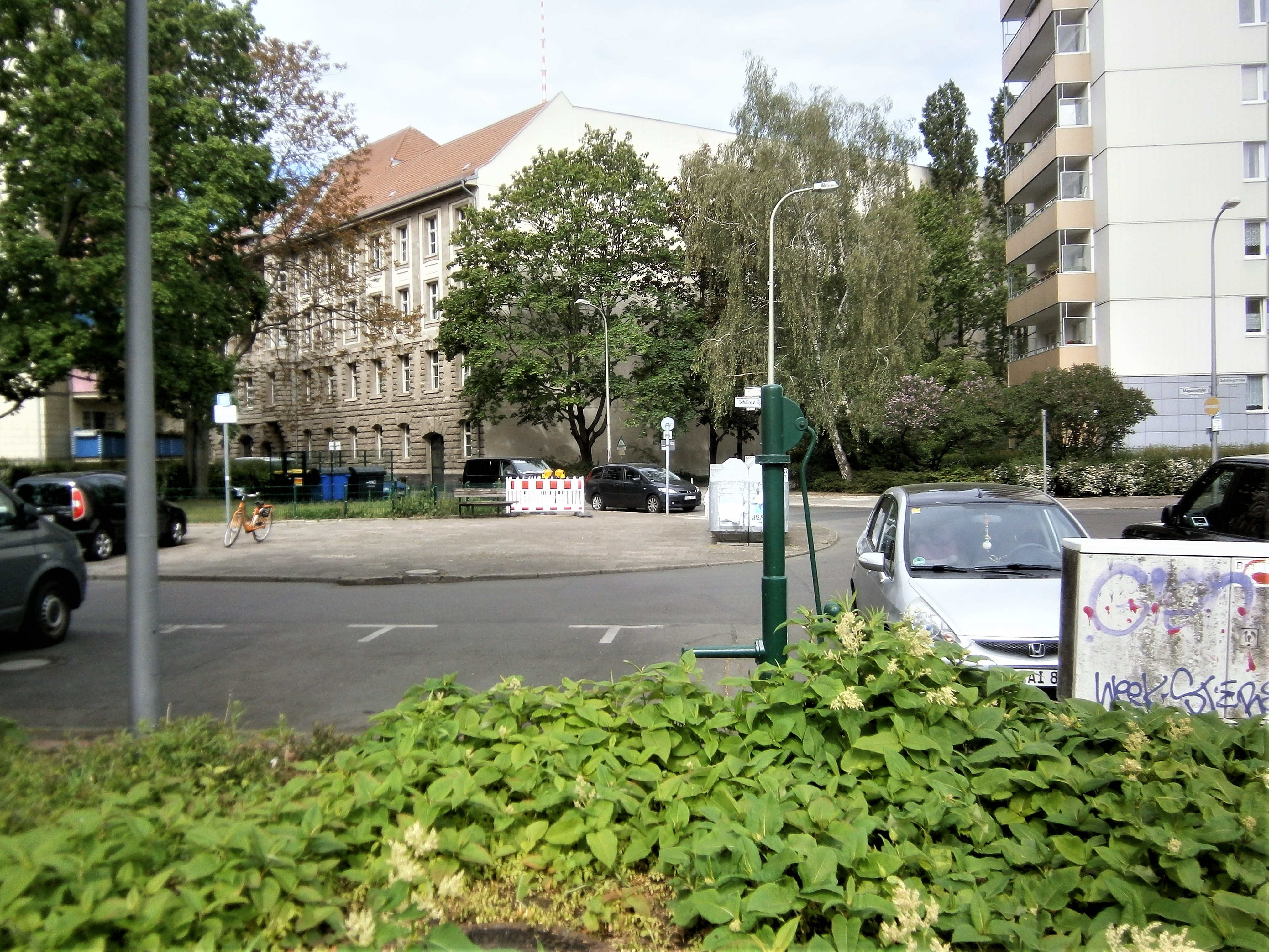
Blick von der Schilling- in die Magazinstraße
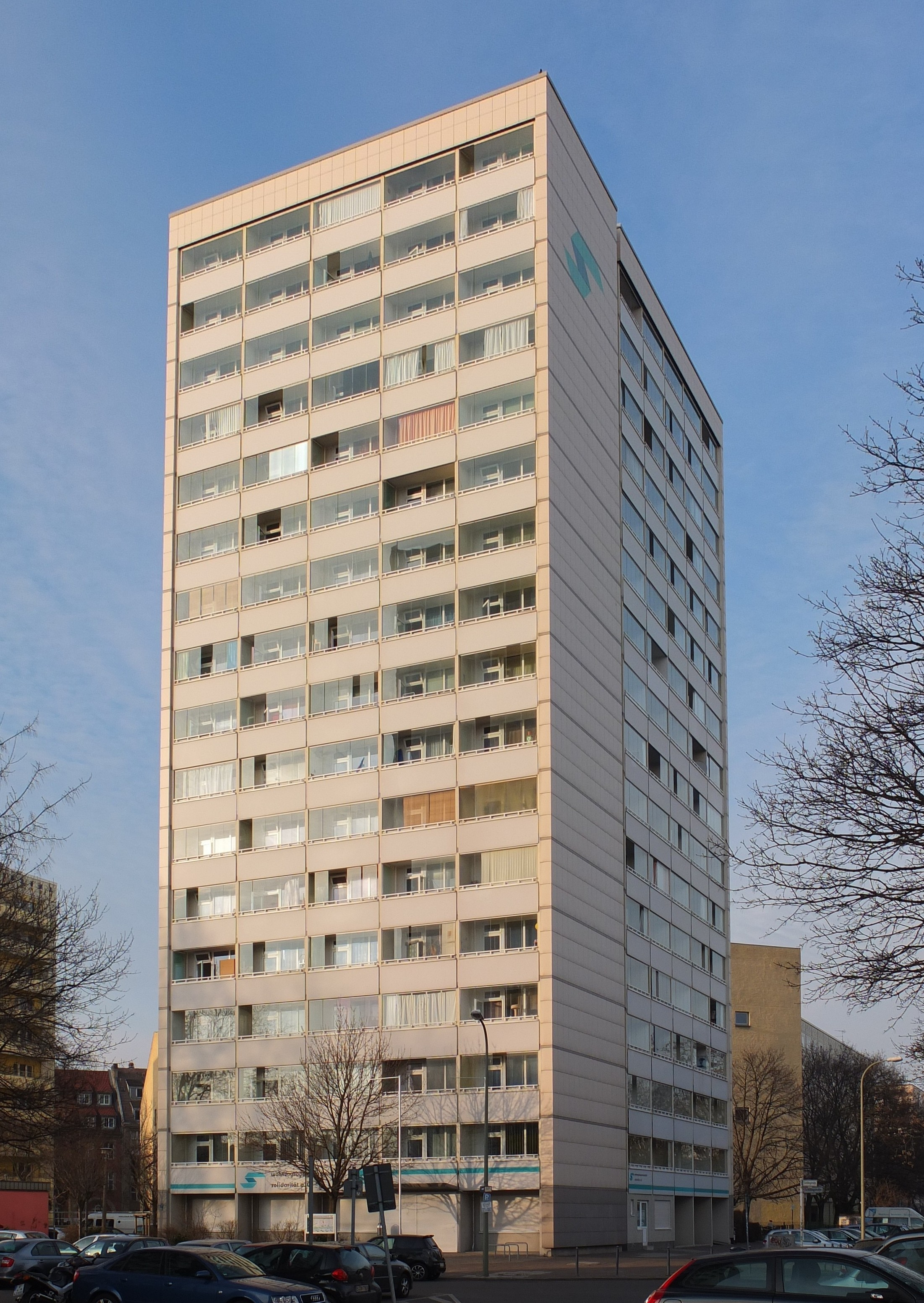
Hochhaus Schillingstraße 30 (Typ WHH 17)